# Политковские
Политковские — дворянский род.
Фамилия Политковских происходит из древнего Польского шляхетства. Сего рода Иван Савин сын Полетика в давних годах выехал в Россию с дядей своим Иваном Полетиком. Сын сего Ивана, Герасим Полетика в древние времена переименован Политковским.
Потомки сего рода Российскому Престолу служили в разных чинах. Определением Малороссийского Дворянского Собрания род Политковских внесен в дворянскую родословную книгу.
- Герасим Иванович Полетика (Политковский)
  - Фёдор Герасимович (1753—1809) — профессор Московского университета.
  - Роман Герасимович (1744—1744) — священник.
    - Николай Романович (1763—1830) — черниговский вице-губернатор, переводчик.

  - Гавриил Герасимович (1770—1824) — сенатор; тайный советник.
    - Александр Гаврилович (?—1853) — мошенник, известный растратой инвалидного капитала.
    - Владимир Гаврилович (1807—1867) — генерал, председатель правления Русско-Американской компании.
    - Ростислав Гаврилович (1805—1858) — действительный статский советник.

## Описание герба
Щит разделен горизонтально на две части, из коих в верхней, разрезанной надвое, в правом голубом поле, изображена серебряная пятиугольная звезда. В левом серебряном поле выходящая из облак рука в латах, держит три стрелы, остриями обращенные вниз к красному сердцу. В нижней части в золотом поле видна по реке плывущая лодка с распущенным парусом, прикрепленным к корме, на которой изображен золотой крест.
Щит увенчан обыкновенным дворянским шлемом с дворянскою на нём короною и тремя страусовыми перьями. Намет на щите красный, подложенный золотом. Под щитом надпись: Deo duce. Герб рода Политковских внесен в Часть 5 Общего гербовника дворянских родов Всероссийской империи, стр. 133.